# Poeldijk
Poeldijk (Westlands: Duh Poelek) is een kerkdorp in de voormalige gemeente Monster, in de huidige gemeente Westland. Poeldijk heeft ongeveer 7.615 inwoners (1 januari 2023) en ligt grofweg tussen Monster, Honselersdijk, Wateringen en Den Haag in.

## Geschiedenis

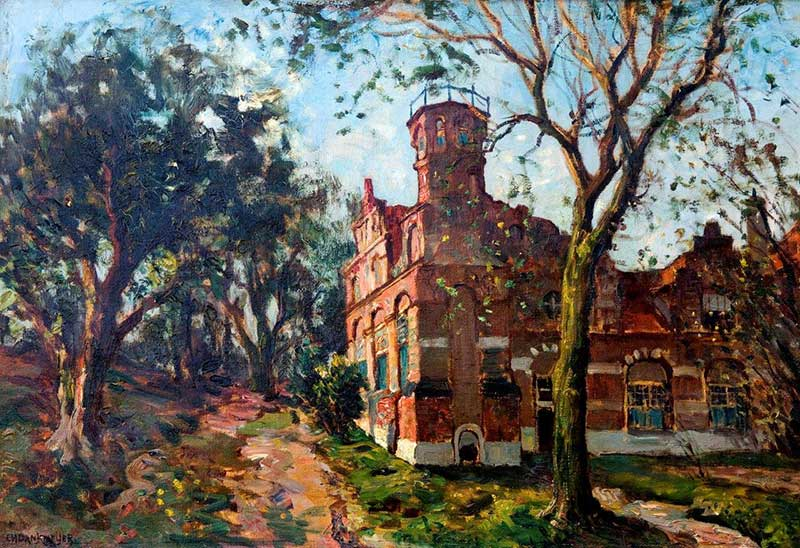
Landhuis Torenzicht, uit begin zeventiende eeuw en afgebroken in 1912. Geschilderd door Charles Dankmeijer.

Poeldijk is ontstaan langs de noordelijke dijk van de Gantel rond het jaar 1000. De naam komt van het water dat ontstond achter de dam nadat de Gantel was afgedamd. Het dorp bestond uit een verzameling boerderijen langs de dijk en in de dertiende eeuw kreeg het een eigen kapel. De oudste vermelding van de naam 'Poeldiic' stamt uit 1280. Het gebied hoorde bij de heerlijkheid Monster en viel onder de parochie van Monster. Begin zeventiende eeuw werd langs de Wateringseweg het landhuis Torenzicht gebouwd.
Het gebied bestaat uit veen, wat een vruchtbare bodem is voor de tuinbouw. Vanaf de achttiende eeuw werd er tuinbouw en later glastuinbouw bedreven. Nadat rond 1897 verwarmde kassen waren geïntroduceerd groeide Poeldijk uit tot een centrum van druiventeelt. In Poeldijk staat sinds 1930 een standbeeld ter nagedachtenis van pastoor Franciscus Verburch, waarvan lang gedacht is dat hij de grondlegger was van de Westlandse druiventeelt. Het standbeeld werd gemaakt door August Falise.
De rooms-katholieke Sint-Bartolomeüskerk wordt ook wel de 'kathedraal van het Westland' genoemd. Deze forse laat-neogotische kruisbasiliek verrees in 1924-1926 naar een uit 1913 daterend ontwerp van architect Nicolaas Molenaar sr. De kerk verving een voorganger uit 1849-1850. 
In 1883 werd Poeldijk voor het eerst per spoor bereikbaar. De Westlandsche Stoomtramweg Maatschappij ging rijden tussen Loosduinen en Poeldijk, en vandaar naar Naaldwijk of s-Gravezande. In 1905 volgt verlenging van s-Gravezande naar Hoek van Holland, en in 1912 van Naaldwijk naar Delft / Maassluis. De later opgerichte veiling krijgt ook een spooraansluiting. In 1965 sloot de lijn richting s-Gravezande, en in 1968 de lijn Loosduinen-Naaldwijk-Delft. Het fietspad naast de Nieuweweg ligt op de oude trambaan.

## Veiling Westland
Veiling Westland, ooit de grootste groenteveiling ter wereld, was gevestigd in Poeldijk, maar is in 1967 gesloten. Het veilinggebouw van de oude Groentenveiling van Poeldijk, die opging in Veiling Westland uit 1929, werd in zakelijk-expressionistische stijl ontworpen door architect Egbert Reitsma en is een rijksmonument. Op het voormalige veilingterrein, inmiddels het ABC-terrein, zijn veel bedrijven gevestigd die actief zijn in de groente- en fruithandel en aanverwante ondernemingen zoals verpakkings- en transportbedrijven. 
Tot 2004 was Poeldijk onderdeel van de gemeente Monster en daarna van de gemeente Westland.

## Afbeeldingen

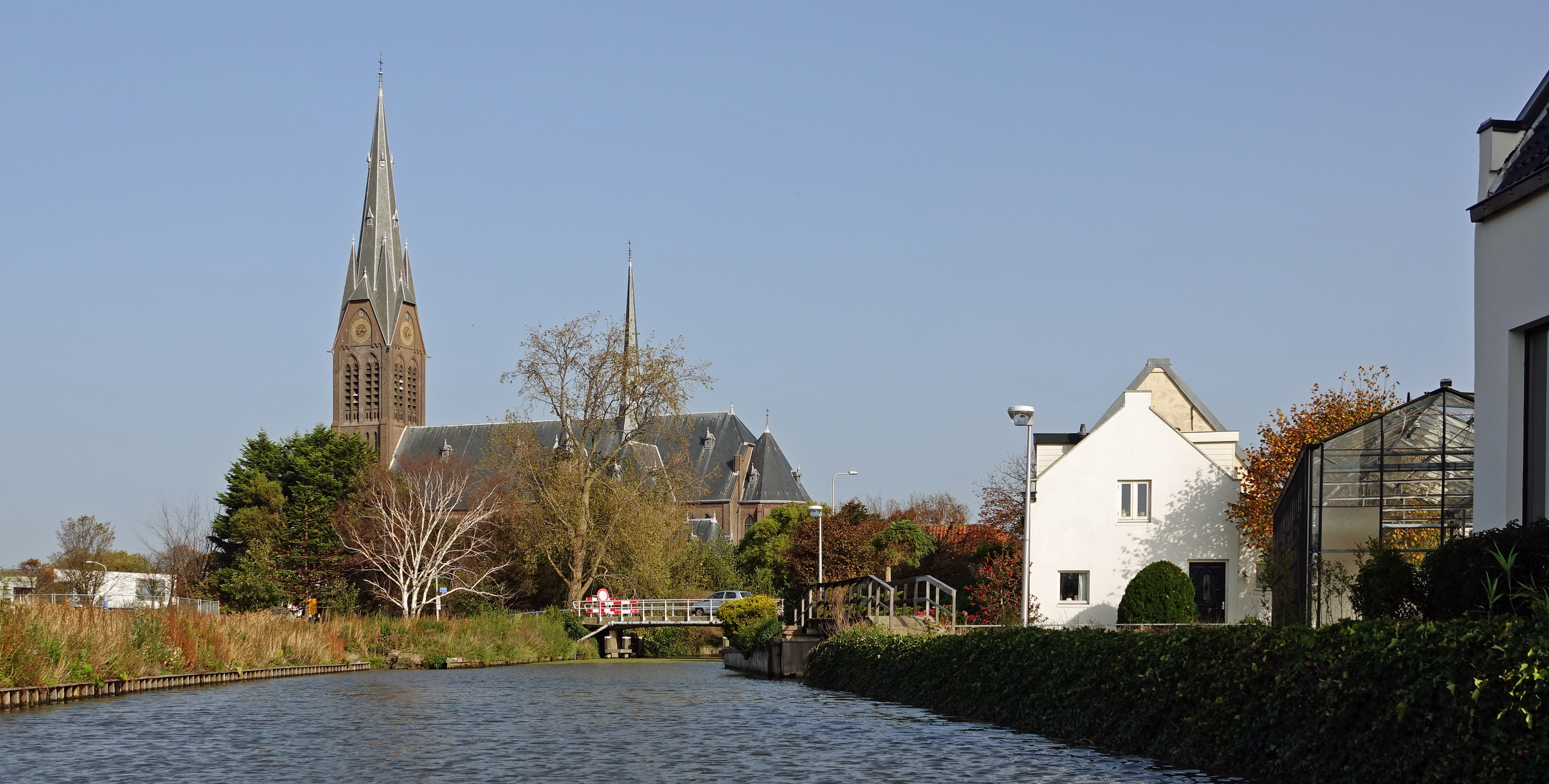
Sint-Bartolomeüskerk aan de Gantel
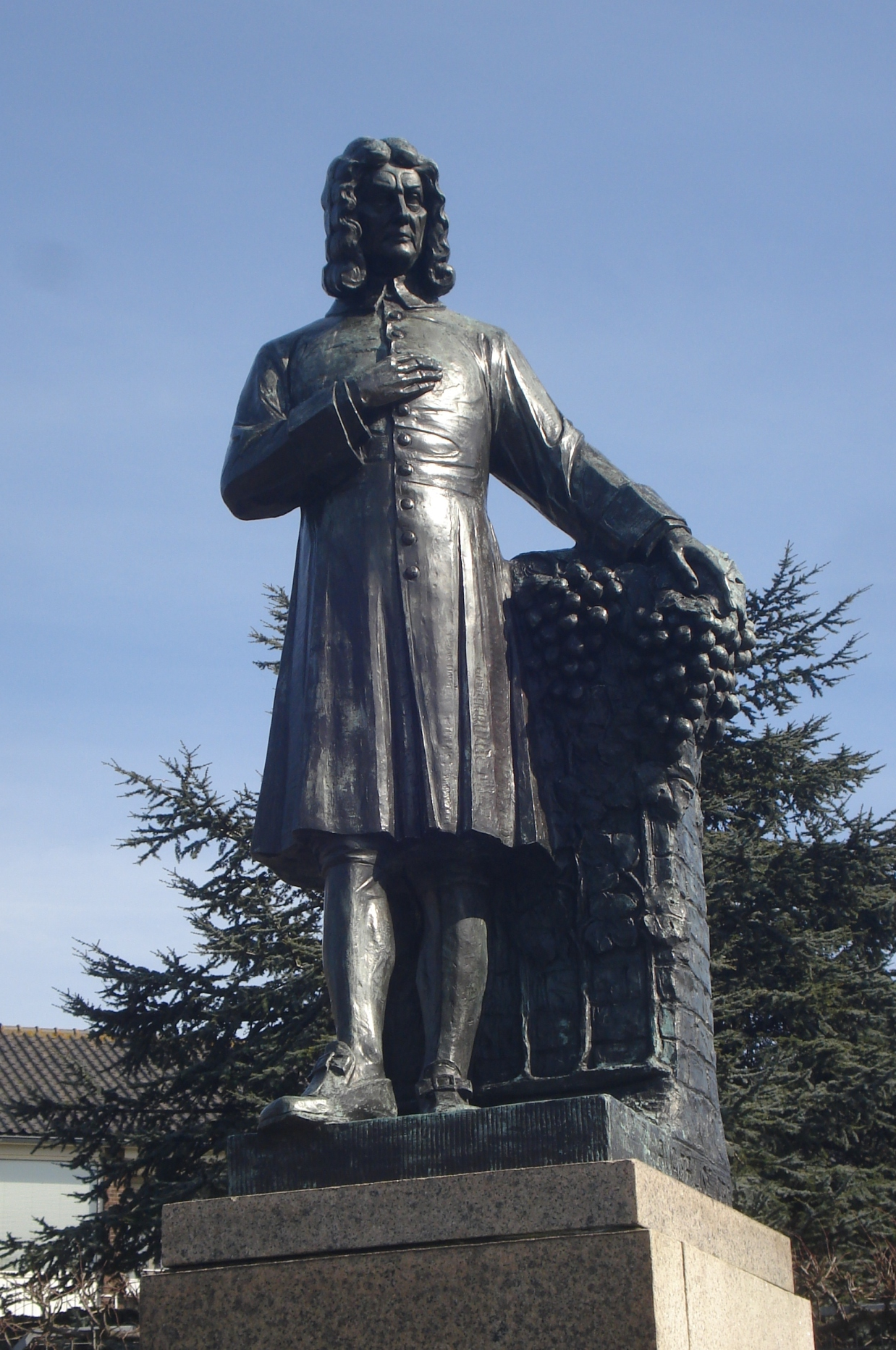
Standbeeld Verburch
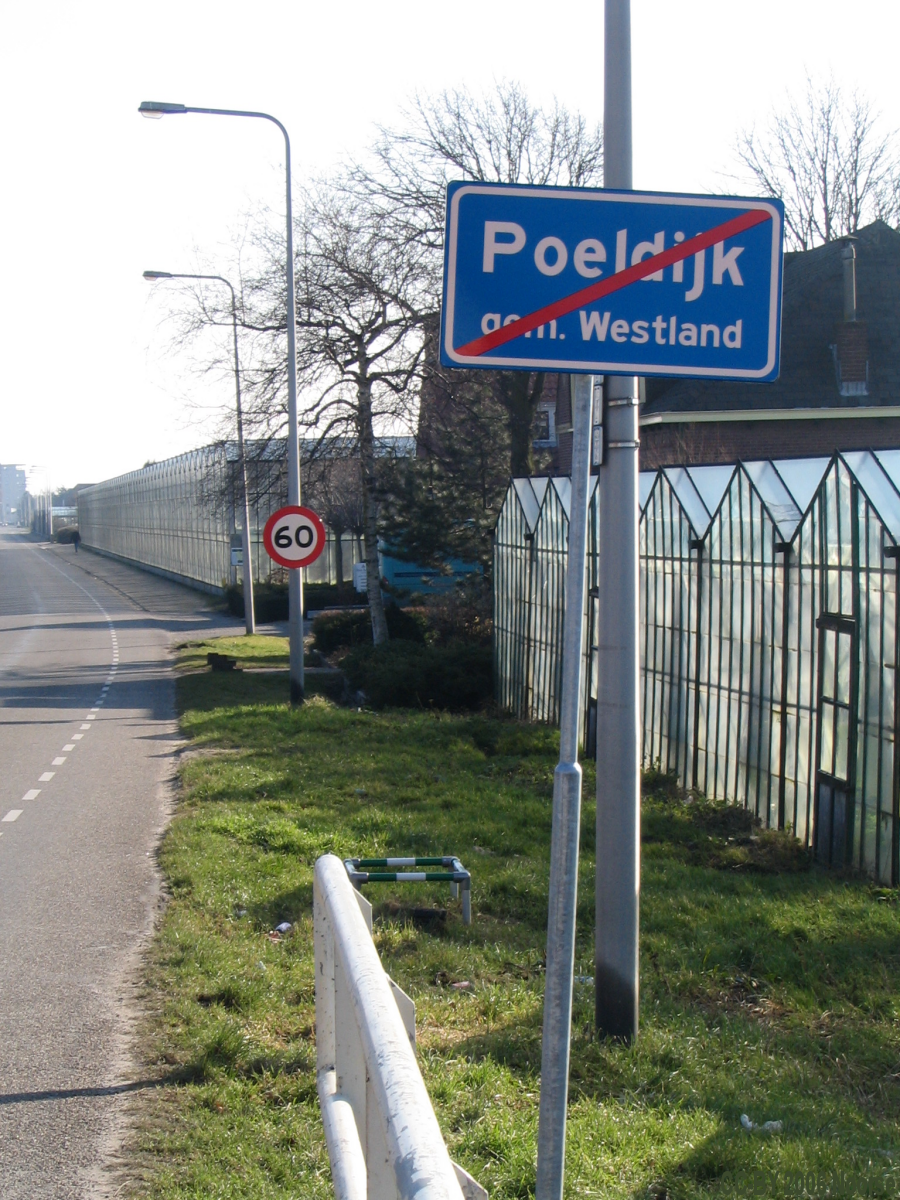
Verkeersbord en kassen
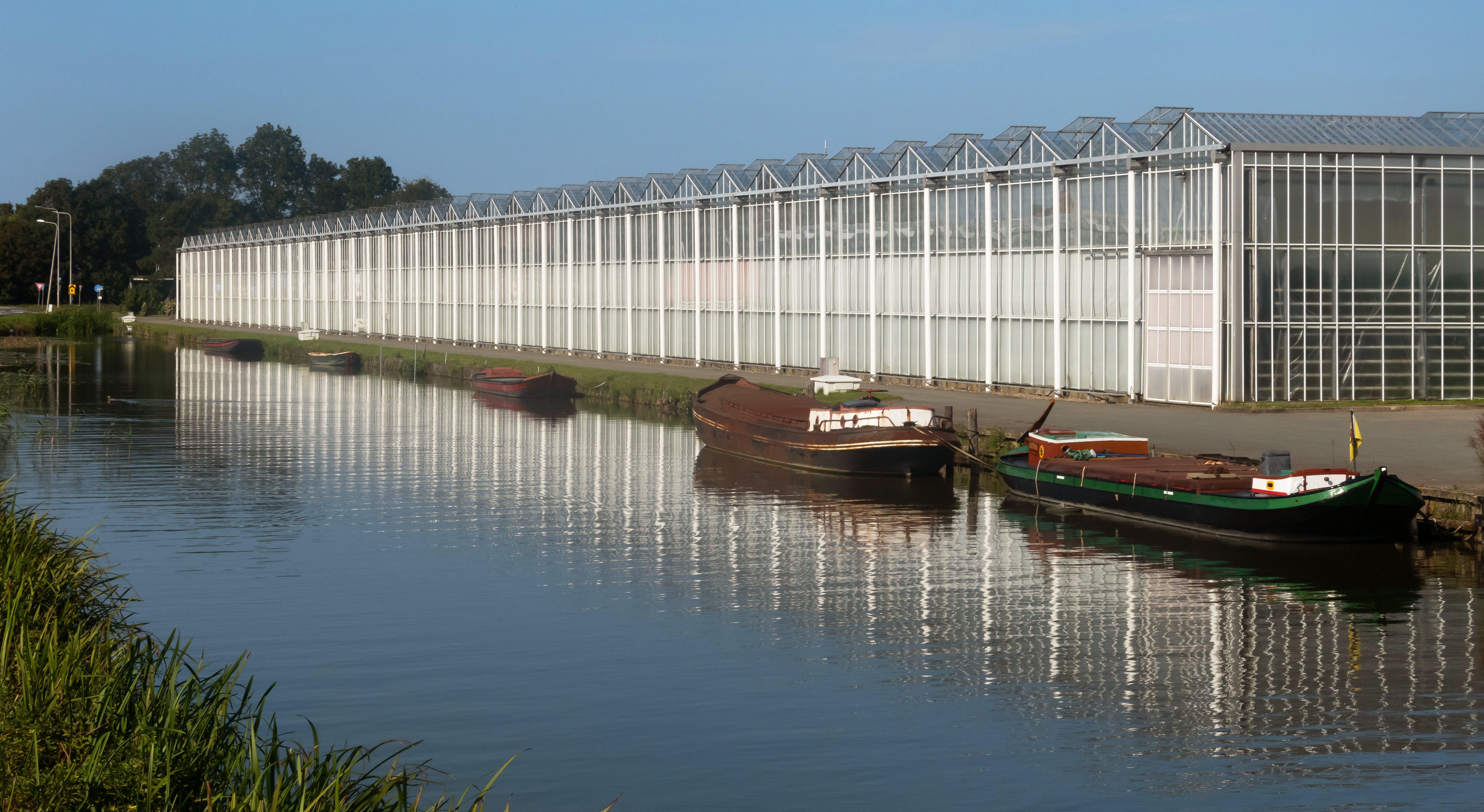
Kassen aan de Wateringseweg

## Geboren in Poeldijk
- Leon Herckenrath (gedoopt 6 mei 1800 - 12 september 1861), zakenman en later burgemeester van Monster.
- Simon Koene (30 maart 1946), kunstenaar
- Leo Duyndam (2 januari 1948 - 26 juli 1990), wielrenner
- Hidde de Brabander (1980), patissier en televisiekok
- Stefan Huisman (22 december 1983), voetballer
- Mandy Mulder (3 augustus 1987), zeilster
- Tessa van Zijl (5 april 1996), handbalster
- Lennard Hofstede (29 december 1994), wielrenner

## Overleden in Poeldijk
- Fred Racké (1996), sportverslaggever